# Subdistrictul Haifa
Subdistrictul Haifa este unul dintre sub-districtele din districtul Haifa, Israel. Subdistrictul este compus în cea mai mare parte din jumătatea nordică a istoricului Subdistrictul Haifa mandatat.